# Hans Hellhoff
Hans Hellhoff (* um 1910 in Beuthen, Oberschlesien; † 15. April 1975 in Baden-Baden) war ein deutscher Hörfunkmoderator und Reporter.

## Leben
Hans Hellhoff studierte in Heidelberg Theologie, in München Theaterwissenschaften und Germanistik. Erste Bekanntheit erlangte er als Mitglied des Kabarett-Ensembles Die vier Nachrichter zu dem auch Helmut Käutner gehörte. Seine Hörfunkkarriere begann bei der ORAG (Sender Königsberg), im Zweiten Weltkrieg war er beim Soldatensender Belgrad, danach Dolmetscher in München.
1946 kam Hellhoff nach Bremen, wo er mit dem Aufbau des Zeitfunks von Radio Bremen betraut wurde und auch als Reporter tätig war. 1948 wechselte er zum NWDR in Hamburg und später zum SWF in Baden-Baden. Ab 1956 moderierte Hellhoff die Sendungen Auf ein frohes Wochenende und Frankfurter Wecker (HR), Leichte Brise aus Südwest (SWF) und Die illustrierte Schallplatte (NWDR).
Hörproben seiner Stimme sind zu hören auf LPs von Teldec aus den 1950er-Jahren: Die illustrierte Schallplatte, Folge 1 bis 4 (bei Telefunken erschienen). Die Schallplatten bieten neben den Zwischenmoderationen von Hellhoff Ausschnitte von damals aktuellen Schlagern.